# 小行星1657
小行星1657（1657 Roemera）是一颗围绕太阳公转的小行星。1961年3月6日，保羅·維爾特在齐美尔瓦尔德发现了此天体。
該小行星以美國天文學家伊麗莎白·羅默爾命名。
这颗小行星的绝对星等为54.43423等。